# Aurelio Domínguez
Aurelio Domínguez Correa (* 31. Mai 1896 in Chillán; † 12. Juli 1971 in Valparaíso) war ein chilenischer Fußballspieler. Der Stürmer bestritt 14 Länderspiele für La Roja. 

## Karriere

### Verein
Aurelio Domínguez spielte 1915 bei Baquedano de Talcahuano. Ab 1916 lief der Stürmer für Artillero de Costa, das in diesem Jahr gegründet wurde, auf. Dort war er Kapitän der Mannschaft und führte sie zum Gewinn der División de Honor von Talcahuano. Auch bei der Stadtauswahl von Talcahuano, für die er regelmäßig nominiert wurde, war er Kapitän der Mannschaft. Bis 1926 blieb Domínguez Artillero de Costa treu. Danach ist erst wieder bekannt, dass der Stürmer 1935 beim CSD Colo-Colo in der Primera División spielte und mit 12 Toren gemeinsam mit Guillermo Ogaz Torschützenkönig wurde.

### Nationalmannschaft
Aurelio Domínguez debütierte für die La Roja bei der 0:6-Auftaktniederlage beim Campeonato Sudamericano 1919 gegen Brasilien. Nach drei Niederlagen stand der letzte Platz für Chile zu Buche. Beim Campeonato Sudamericano 1920 trat Chile deutlich verbessert auf, auch wenn La Roja erneut auf dem letzten Platz landete. Nach einem 0:1 gegen Brasilien folgten ein Unentschieden gegen Argentinien und eine knappe 1:2-Niederlage gegen Uruguay. Domínguez spielte in allen drei Spielen und erzielte beim 1:2 gegen Uruguay den zwischenzeitlichen Ausgleichstreffer. Beim Campeonato Sudamericano 1922 war mit Paraguay ein fünftes Team bei der Südamerikameisterschaft, jedoch kam Chile wieder auf den letzten Platz. Auch beim Turnier 1922 spielte Domínguez alle Turnierspiele Chiles und führte das Team aus den Anden als Kapitän auf das Feld.
Beim Campeonato Sudamericano 1924 verlor Domínguez mit Chile alle drei Turnierpartien und wurde Turnierletzter. Die 1:3-Niederlage gegen Paraguay war somit das letzte Länderspiel des Angreifers. Insgesamt bestritt Domínguez 14 Länderspiele für Chile und erzielte dabei ein Tor.

## Erfolge
Artillero de Costa
- División de Honor (Talcahuano): 1922

## Auszeichnungen
- Torschützenkönig der Primera División: 1935